# Ferdinand Werner
Ferdinand Friedrich Karl Werner (Weidenhausen, 27 ottobre 1876 – Gießen, 5 marzo 1961) è stato un politico e storico tedesco membro del partito nazista e presidente dello Stato popolare d'Assia.

## Biografia
Ferdinand Werner crebbe come figlio di un fabbro a Gießen, in Assia. Durante i suoi studi di storia, tedesco e lingue moderne presso l'Università di Gießen aderì all'Associazione degli studenti tedeschi di Gießen (in tedesco Vereine Deutscher Studenten Gießen). Dopo gli studi, Werner divenne insegnante nel 1900 e fu spesso trasferito a causa del suo manifesto antisemitismo, fino a quando, nel 1910, finì alla Weidigschule di Butzbach dove insegnò fino al 1933.
Nel 1908, Werner presentò la propria candidatura alle elezioni con l'obiettivo di essere eletto al parlamento dell'Assia con il Partito Sociale Tedesco, ma la ritirò. Nel 1909 fu eletto presidente di sezione per l'Assia del Partito Sociale Tedesco. Nel 1911 fu eletto al Reichstag per il collegio elettorale di Gießen in un'elezione suppletiva e rimase in carica fino alle elezioni parlamentari del 1912. Dal 1915 fu il successore di Wilhelm Lattmann come presidente del Partito nazionale tedesco fino a quando, alla fine del 1918, fu fuso nel Partito popolare nazionale tedesco (DNVP). Dopo la morte di Eduard Lutz nel 1918, fu per un breve periodo membro della seconda camera dell'Assia.
L'antisemitismo di Werner fu già evidente durante l'epoca imperiale. Aderì infatti nel 1890 all'Alldeutscher Verband (Lega pangermanica) entrando a far parte del «Comitato Ebraico». Durante la rivoluzione di novembre nel 1918, definì in una conferenza ai membri del comitato del 18 novembre, l'antisemitismo come «unica arma».
Nell'aprile 1920 Werner e Wiegershaus furono nominati vicepresidenti dello Schutz- und Trutzbund; Tuttavia si presentarono ripetute controversie sulle competenze dei vicepresidenti rispetto alla dirigenza federale. Werner determinato ad assumere la guida dello Schutz- und Trutzbund, dopo una minaccia di dimissioni nella primavera del 1921, si ritirò completamente dalle attività organizzative dell'organizzazione e continuò a lavorare soltanto come oratore. A partire da giugno 1922, Werner, insieme a Wiegershaus e ad Artur Dinter, iniziarono a tramare contro l'allora amministratore Alfred Roth. In uno degli ultimi incontri della federazione, avvenuto il 9 luglio 1922 a Berlino, Werner e Wiegershaus furono rimossi dai loro compiti da Gertzlaff von Hertzberg.
Nel 1921 Werner divenne membro del DNVP nel Parlamento dello Stato popolare dell'Assia e nel 1924 fu eletto al Reichstag alle elezioni di maggio e a quelle di dicembre.
Con il suo trasferimento all'NSDAP nel 1933, divenne presidente del gruppo parlamentare nel parlamento dell'Assia e il 13 marzo 1933 divenne il primo presidente nazista dell'Assia; sostituìBernhard Adelung dell'SPD. Il 19 settembre 1933 fu rimosso dall'incarico dopo una controversia sulla fusione delle camere di commercio dell'Assia-Nassau. Il successore di Werner fu Philipp Wilhelm Jung.
Werner ricoprì la carica di capo dell'Associazione del Reich dei club di montagna ed escursionistici tedeschi, che assunse nel 1933 e mantenne fino al 1942. Fu assistito da Wilhelm Götz, presidente esecutivo dell'associazione. Durante il mandato di Werner, l'associazione, che all'epoca contava 259000 membri, fu decimata. Nel luglio 1933 Werner decretò l'esclusione di tutti i «non ariani» e marxisti. Soltanto i membri dell'NSDAP potevano diventare presidenti delle suddivisioni, mentre i gruppi giovanili furono trasferiti alla Gioventù hitleriana o alla Lega delle ragazze tedesche. Nel 1941, i delegati a Würzburg si opposero all'incorporazione nell'Associazione sportiva del Reich.
Werner si occupò anche della gestione dell'istruzione superiore a Breslavia e ottenne una paga onoraria al momento del suo pensionamento nel 1942, nonché l'insegna d'oro del partito nel 1943.
Dopo la fine della seconda guerra mondiale, fu denazificato nel 1949 come «meno incriminato» nonostante i suoi scritti antisemiti e le sue funzioni di partito. Rimase comunque un membro di spicco della Commissione storica dell'Assia a Darmstadt. In seguito divenne uno storico che si occupò della storia dell'Assia.

## Opere

### Autore
- (DE)  Königtum und Lehnswesen im französischen Nationalepos, Univ. Diss. Gießen 1907
- (DE)  Geschichte der französischen Literatur, Berlin 1907
- (DE)  Ein öffentliches Heinedenkmal auf deutschem Boden?, Leipzig 1913
- (DE)  Der Wahrheit eine Gasse! Eine Abrechnung mit dem Judentum und seinen Helfern, München 1919
- (DE)  Otrang, das versunkene römische Schloss bei Bitburg (Bez. Trier), Heinen 1934
- (DE)  In Sturm und Stille, Mainz 1935
- (DE)  Englands Krieg gegen Deutschland, Gießen 1940

### Editore
- (DE)  Großmeister deutscher Lyrik. Eine Auslese edelsten deutschen Gedankengutes, Leipzig 1934
- (DE)  Fröhliches Deutschland. Eine Sammlung heiterer Mundart, 1938